# پل لیندمارک یورگنسن
پل لیندمارک یورگنسن (انگلیسی: Paul Lindemark Jørgensen; ۲۹ ژوئیهٔ ۱۹۱۶ – ۲ دسامبر ۱۹۸۸) ورزشکار اهل دانمارک بود.